# Андроник, Игорь
И́горь Андро́ник (рум. Igor Andronic; 11 марта 1988, Кишинёв, МССР) — молдавский футболист, защитник молдавского клуба «Кодру» (Лозова). Выступал за сборную Молдавии.

## Биография
Игорь Андроник родился в Кишинёве. Свою футбольную карьеру начинал в местном клубе «Зимбру». В сезоне 2006/07 провел свои первые матчи, всего тогда провёл 3 матча в чемпионате. В следующем сезоне Игорь отыграл 27 матчей. В сезоне 2008/09 провёл 19 матчей. Начав сезон 2009/10 в «Зимбру» и проведя 3 матча, Игорь перешёл в украинский клуб «Закарпатье», с которым заключил годичный договор.
Является родственником по отношению к другим представителям футбольной династии Андроников: Валерию, Георге, Олегу и Давиду.